# Mehrfachdiskriminierung
Mehrfachdiskriminierung (auch mehrfache Diskriminierung) bezeichnet in den Sozial- und Rechtswissenschaften eine Diskriminierung aufgrund mehrerer zugleich wirkender Faktoren. Spielen zwei Faktoren eine Rolle, spricht man von doppelter Diskriminierung. Dabei bezeichnet Diskriminierung eine gruppenspezifische Benachteiligung oder Herabwürdigung von Gruppen oder Individuen.
Typische Faktoren, die für eine Diskriminierung Anlass geben können, sind Alter, Geschlecht, sexuelle Orientierung, ethnische Herkunft, Behinderung und Religion.
Bei der Definition und Messung mehrfacher Diskriminierung stellt sich die methodische Schwierigkeit, jeweils Vergleichsgruppen zu bestimmen, mit denen eine mehrfach diskriminierte Personengruppe zu vergleichen ist.

## Mehrfache und intersektionale Diskriminierung
Von Mehrfachdiskriminierung spricht man, sobald mehrere Diskriminierungen auf dieselbe Person einwirken, auch wenn dies nacheinander geschieht und sie dabei nicht zusammenwirken.
Wirken jedoch bei einer Person mehrere zu einer Diskriminierung führende Merkmale gleichzeitig auf die Art der Diskriminierung ein, handelt es sich um eine besondere Form der Mehrfachdiskriminierung, die intersektionelle Diskriminierung. Durch das Zusammenwirken der Faktoren kann die Diskriminierung dabei im Ergebnis eine andere Qualität aufweisen als es bei der Betrachtung der einzelnen Diskriminierungsformen oder auch bei einer additiven Betrachtung der mehreren Diskriminierungen zu erwarten wäre.
Wirken die drei Faktoren Sexismus, Rassismus, Klassismus gleichzeitig, spricht man von Dreifachunterdrückung oder Race-Class-Gender(-Unterdrückung). 

## Personengruppen
Besonders häufig wird eine Mehrfachdiskriminierung von Frauen hervorgehoben, etwa eine Diskriminierung älterer Frauen in der Kombination aus Alters- und Frauendiskriminierung oder von Frauen, die aufgrund ihres muslimischen Glaubens ein Kopftuch tragen. Die Tatsache, dass Geschlechterrollen und die daran geknüpften Erwartungen je nach kulturellem und sozialen Umfeld verschieden sind, spielt dabei eine wesentliche Rolle. Auch die Präambel der Antirassismusrichtlinie (2000/43/EG) hebt Frauen als häufige Opfer mehrfacher Diskriminierung hervor.
Männer können ebenfalls Opfer mehrfacher Diskriminierung sein, beispielsweise durch einen generalisierten Terrorismusverdacht gegenüber jungen muslimischen Männern oder durch einen generalisierten Gewaltverdacht gegenüber Männern mit bestimmten ethnischen oder körperlichen Merkmalen. Auch kann dies für schwule Migranten gelten, die einerseits von Rassismus, zum anderen von Homophobie betroffen sein können.